# Pycnonotus dodsoni
A Pycnonotus dodsoni a madarak osztályának verébalakúak (Passeriformes) rendjébe és a bülbülfélék (Pycnonotidae) családjába tartozó faj.

## Rendszerezése
A fajt Richard Bowdler Sharpe angol ornitológus írta le 1895-ben. Egyes rendszerezők a barna bülbül (Pycnonotus barbatus) alfajaként sorolják be Pycnonotus barbatus dodsoni néven.

## Előfordulása
Kelet-Afrikában, Etiópia, Kenya és Szomália területén honos.

## Életmódja
Gyümölcsökkel, rovarokkal és növényi anyagokkal táplálkozik.

## Természetvédelmi helyzete
A Természetvédelmi Világszövetség Vörös listáján nem szerepel.